# Рахимзода, Шариф
Шариф Раҳимзода (тадж. Шариф Раҳимзода, перс.  شریف رحیم زودا ‎, англ. Sharif Rahimzoda ; род. 12 марта 1959, Московский район, Таджикская ССР) — таджикский государственный деятель, дипломат.

## Образование
В 1981 году окончил Таджикский государственный университет (ныне Таджикский национальный университет) по специальности «Финансы и кредит». В 1986 году окончил аспирантуру Московского финансового института, позднее международные банковско-финансовые курсы в Австрии, Великобритании, Сингапуре, США, Японии и Турции.

## Карьера
Трудовую деятельность начал в 1981 году ассистентом кафедры финансов и кредита финансово-экономического факультета Таджикского государственного университета. После завершения учёбы в аспирантуре и защиты кандидатской диссертации (1986) работал в вышеназванном университета ассистентом, старшим преподавателем, заместителем декана факультета.
В 1989 году перешёл на работу в банковскую систему. До 1993 года работал начальником управления Таджикского республиканского банка Жилсоцбанка СССР, заместителем управляющего Таджикского отделения Внешэкономбанка СССР, вице-президентом Банка внешнеэкономической деятельности Республики Таджикистан.
- 02.1993 — 10.1993 — старший советник Президента Республики Таджикистан по социально-экономической политике,
- 1993—2001 — первый заместитель Председателя Национального банка Таджикистана.
- 2001 — Председатель Комитета государственного финансового контроля Республики Таджикистан.

### Работа в дипломатической сфере
- 2001—2006 — Чрезвычайный и Полномочный Посол Республики Таджикистан в Бельгия и Франции, глава представительства Республики Таджикистан при Евроструктурах, постоянный представитель Республики Таджикистан при ЮНЕСКО и НАТО.

### Руководящие позиции
- 1 декабря 2006 — 26 января 2008 — Председатель Государственного комитета по инвестициям и управлению государственным имуществом Республики Таджикистан.
- С 26 января 2008 — Председатель Национального банка Таджикистана.
- С 24 января 2012 — Министр экономического развития и торговли Республики Таджикистан
- С 1 марта 2015 — Председатель Комитета Маджлиси намояндагон Маджлиси Оли Республики Таджикистан по экономике и финансам
- С 15 апреля 2020 — Директор Института экономики и демографии Национальной академии наук Таджикистана

Заслуженный деятель Таджикистана. Имеет дипломатический ранг Чрезвычайного и Полномочного Посла Республики Таджикистан. Доктор экономических наук (2001), профессор (2013).
Женат, имеет двоих детей.

## Награды
- Заслуженный деятель Таджикистана
- Медаль «МПА СНГ. 25 лет» (27 марта 2017 года, Межпарламентская ассамблея СНГ) — за заслуги в деле развития и укрепления парламентаризма, за вклад в развитие и совершенствование правовых основ функционирования Содружества Независимых Государств, укрепление международных связей и межпарламентского сотрудничества[1]

## Публикации

### Книги
- Фарҳанги байналмилалии истилоҳоти бонкдорӣ / бо ҳаммуаллифон. — Теҳрон: «Эҳё», 1999 — 41,00 ҷ.ч.
- Промышленность Таджикистана и её реформирование в условиях рынка. — Душанбе: НПЦ ОТ РТ, 2000 — 7,75 п.л.
- Возрождение промышленности — важнейший фактор социально — экономического подъёма Республики Таджикистан. — Душанбе: «НПЦ ОТ РТ», 2000 — 20 п.л.
- Инвестиционная политика Республики Таджикистан и основные направления её активизации / в соавторстве. — Душанбе: «Сарпараст», 2001 — 11,2 п.л.
- Управление инвестиционными проектами в пищевой промышленности Таджикистана / в соавторстве. — Душанбе: «Ирфон», 2003 — 8,0 п.л.
- Муомилоти пулӣ ва қарз: Китоби дарсӣ. — Душанбе: «ЭР-граф», 2007, 2009, 2018, ISBN 978-99975-67-08-6 — 32,25 ҷ.ч.
- Социально-экономические проблемы формирования рыночной экономики: состояние и перспективы / в соавторстве. — Душанбе: «Ирфон», 2019, ISBN 978-99975-328-1-7, авторских — 1,4 п.л.
- Ҷаҳонишавӣ ва рушди иқтисоди миллӣ. — Душанбе: «ЭР-граф», 2019, ISBN 978-99975-92-88-0 — 13,75 ҷ.ч.
- The economy of Tajikistan in the context of globalization. — Dushanbe: «Shohin», 2020, ISBN 978-99975-549-0-1 — 14,25 p.s.

### Статьи
- Развитие межхозяйственной кооперации в животноводстве Таджикской ССР. — Тезисы докладов республиканской научно-практической конференции «Научно-технический прогресс и эффективность общественного производства». — Душанбе: ТГУ, 1984. — 0,1 п.л.
- Роль кредита в формировании оборотных средств межхозяйственных предприятий. — Тезисы докладов межреспубликанской научно-практической конференции молодых ученых и специалистов. Часть 1. — Душанбе: ТГУ, 1985. — 0,1 п.л.
- Межхозяйственная кооперация и особенности кругооборота оборотных средств. — В сборнике «Роль финансов и кредита в обеспечении условий повышения производительности труда», Свердловск: СИНХ, 1985. — 0,5 п.л.
- Экономика АПК и банк. — Журнал «Деньги и кредит». — Москва: 1985, № 9. — 0,4 п.л.
- Организация оборотных средств межхозяйственных предприятий. — В сборнике «Денежно-кредитные отношения и проблемы экономии общественных затрат». — Москва: Московский финансовый институт, 1985. — 0,3 п.л.
- Краткосрочное кредитование межхозяйственных предприятий и пути его совершенствования. — В сборнике «Денежно-кредитные отношения и проблемы экономии общественных затрат». — Москва: Московский финансовый институт, 1986. — 0,4 п. л.
- Правильная внешнеэкономическая деятельность — основа успеха. — Журнал «Дарье», № 1. — Душанбе: 1994. — 0,15 п.л.
- Банки и рыночная экономика / в соавторстве. — Шеърияти зиндагӣ. — Душанбе: «Маориф», 1995. — 0,1 п. л.
- Какова стоимость советских денег / в соавторстве. — Шеърияти зиндагӣ. — Душанбе: «Маориф», 1995. — 0,1 п.л.
- Банки ждут реформ / в соавторстве. — Шеърияти зиндагӣ. — Душанбе: «Маориф», 1995. — 0,3 п.л.
- Национальный банк Таджикистана и его задачи в 1997 г. — Вестник Национального банка Таджикистана. — Душанбе: 1997, № 4. — 0,2 п.л.
- Международные финансовые организации и необходимость сотрудничества с ними (на таджикском языке) — Ж. «Экономика Таджикистана». — Душанбе: 1999, № 4, — 0,4 п.л.
- Национальная валюта и ЕВРО / в соавторстве. — Вестник Национального банка Таджикистана. — Душанбе: 1999. — 0,4 п.л.
- Основы появления и место «ЕВРО» в мировой денежной системе / в соавторстве. — Ж. «Экономика Таджикист.ана». — Душанбе: 1999, № 4 — 0,4 п.л.
- Мера стоимости и средства платежа — Вестник Национального банка Таджикистана. — Душанбе: 1999, № 1 — 0,3 п.л.
- Концепция формирования устойчивой национальной промышленности. — Материалы республиканской научно-практической конференции «Устойчивое человеческое развитие в Таджикистане на пороге XXI века». — Душанбе: ТГНУ, 2000. — 0,5 п.л.
- Структурные преобразования и устойчивое развитие / в соавторстве. — Материалы республиканской научно-практической конференции «Устойчивое человеческое развитие в Таджикистане на пороге XXI века». — Душанбе: ТГНУ, 2000. — 0,3 п.л.
- Предпринимательство и формирование рыночных отношений. — Душанбе: Труды ТУТ, 2001, вып. 7. — 0,6 п.л.
- Проблемы экономический безопасности Республики Таджикистан в условиях переходного периода / в соавторстве. — Душанбе: Труды ТУТ, 2001, выпуск 7. — 1,6 п.л.
- Проблемы возрождения машиностроения в Республике Таджикистан в рыночных условиях / в соавторстве. — Душанбе: Труды ФИБ и М ТТУ, «Экономика и менеджмент», 2001, выпуск 2. — 0,6 п.л.
- Экономическая политика Республики Таджикистан в условиях кризиса. — Душанбе: Труды ФИБ и М ТТУ, «Экономика и менеджмент», 2001, выпуск 2. — 0,7 п.л.
- Формирование предпринимательской деятельности в промышленности Республики Таджикистан / в соавторстве. — Тезисы докладов VI всероссийского симпозиума «Стратегическое планирование и развитие предприятий». — Москва: ЦЕМИ РАН, 2005. — 0,4 п.л.
- Методическое указание по предмету «Денежное обращение и кредит» для студентов экономических специальностей — Душанбе: «ПромЭКПО», 2011. — 1,5 п.л.
- Созидательная социально-экономическая политика. — Баку: Международный общественно-политический журнал «Исторические личности», 2012. — 0,2 п.л.
- Факторы обеспечения стабильного роста экономики страны//Вестник ТНУ. Серия экономических наук. — Душанбе: «Сино», 2013. — № 12/76. — 0,4 п.л. ISSN 20741847.
- Особенности формирования инвестиционной стратегии развития малого предпринимательства в областях Республики Таджикистан // Вестник Российско-Таджикского (Славянского) университета. — Душанбе: РТСУ, 2013. — № 3/38. — 0,4 п.л. (в соавторстве, авторских — 0,2 п.л.). ISSN 20778325.
- Развитие рынка оказания платных услуг населению в Республике Таджикистан //Вестник ТНУ. Серия экономических наук. — Душанбе: «Сино», 2014. — № 2/4 (138) . — 0,4 п.л. (в соавторстве, авторских — 0,20 п.л.). ISSN 20741847
- Нақши Пешвои миллат дар ташаккули сармоягузорӣ ва рушди соҳибкорӣ. — Душанбе: Маводҳои конференсия, 2016. — 0,3 ҷ.ч.
- Сиёсати молиявӣ ва муаммоҳои имрӯзаи пешбурди он — Маҷаллаи «Бонкдорӣ, тараққиёт, ҷаҳонишавӣ», № 4 (75), Душанбе: 2016. — 0,25 п.л.
- Реформирование финансовой системы — необходимое условие развития экономики — Вестник Таджикского национального университета. Серия социально-экономических и общественных наук — 2016. № 2/9(218) — (стр.94-99). ISSN 24135151. — 0,4 п.л.
- Учёт и эффективность аграрного производства — Сборник материалов V международной научно-практической дистанционной конференции «Таджикистан и современный мир: актуальные проблемы развития инновационной экономики» Часть 1 (в соавторстве). — Душанбе: Сумани Кудрат, 2017. — 0,4 п.л.
- Тоҷикистон ва ҷаҳон: ташаккул ва рушди муносибатҳои иқтисодию тиҷоратӣ — Маводи конфронси ҷумҳуриявии илмӣ-назариявӣ «Мавқеи ҷавонон дар таъмини ҳамгироии илм ва истеҳсолот ҳамчун асоси рушди устувори инноватсионӣ». — Душанбе: «Нашри Камол», 2017. — 0,4 ҷ.ч.
- К вопросу о размещении инфраструктуры дорожного сервиса и его финансирование в Таджикистане//Развитие рынка финансовых услуг в Таджикистане и Польше. Материалы международной научно-практической дистанционной конференции (26-27 декабря 2017 г.). / в соавторстве. — Душанбе: «Ирфон», 2017, авторских — 0,2 п.л.
- Соҳибкории хурду миёна — маҳаки асосии рушд — Маҷалаи илмӣ-назариявии «Ахбори ДДҲБСТ» № 1(74), 2018 — Хуҷанд: «Дабир» ДДҲБСТ, 2018. — 1,0 ҷ.ч.
- Глобализация мировой экономики и экономическое развитие Таджикистана // Развитие инновационной экономики в Таджикистане и Польше. Материалы международной научно-практической дистанционной конференции (21-22 декабря 2018 г.). / в соавторстве. — Душанбе: «Файзи борон», 2018, ISBN 978-99975-0-307-7. — 0,2 п.л.
- Ҷаҳонишавӣ раванди бебозгашт. // Паёми Донишгоҳи давлатии тиҷорати Тоҷикистон. 2018. № 3 (24). с. 88-103. — 1,3 ҷ.ч.
- Индустриализация и индустриально-аграрная модель развития экономики // Вестник «Таджикистан и современный мир». № 1 (64) — Душанбе: «Аржанг», 2019, УДК:339,1;338,431 / в соавторстве — 0,7 п.л.
- Ҷаҳонишавӣ ва таъсири он ба бонкдорию сиёсати иқтисодӣ дар Тоҷикистон // Материалы VII международной научно-практической конференции «Таджикистан и современный мир: актуальные проблемы развития инновационной экономики» (21-22 июня 2019 г.) — Душанбе: «Файзи борон», 2019, ISBN 978-99975-0-307-7 — 1,5 ҷ.ч.
- Рушди иқтисодиёти кишоварзӣ ва мушкилиҳои он // Паёми «Молия ва иқтисод» № 1 (17) 2019 — Душанбе: нашриёти ДДИМТ, 2019, ISSN 26630389 / бо ҳаммуаллиф — 0,4 ҷ.ч.
- Развитие сельскохозяйственной экономики и его проблемы. //Финансово-экономический вестник. 2019. № 1 (17). с. 7-13. — 0,3 п.л.
- Приоритетные направления экономической науки в реализации стратегических документов национального развития // Вестник «Таджикистан и современный мир». № 5 (68) — Душанбе: «МТС», 2019, УДК 33.338.2 / в соавторстве — 0,4 п.л.
- Саноатикунонӣ — асоси рушди минбаъдаи иқтисодиёт // Маҷаллаи «Молия ва ҳисобдорӣ». № 6 (165) — Душанбе, Нашриёти муосир, 2020. — 1,75 ҷ.ч.
- International economic relations and Tajikistan’s integration into the globalization process // Журнал «Экономика Таджикистана», № 2, 2020 — Душанбе: «Истиклол 2019», 2020 — с. 9-13. — 0,7 п.л.
- Влияние пандемии на экономику Таджикистана и пути её восстановления // Материалы VII международной научно-практической конференции «Использование современных методов управления в социально-экономическом развитии Республики Таджикистан» (26 ноября 2020 г.), стр. 220—225 — Душанбе: «РТСУ», 2020, УДК 005:338.26(575.3) — 0,7 п.с.
- Қардиҳии хурд дар деҳоти Ҷумҳурии Тоҷикистон: ҳолати муосир ва дурнамои рушд // бо ҳаммуаллиф. Маҷаллаи илмӣ-амалии «Паёми молия ва иқтисод» № 3 (23), 2020 — Душанбе: ДДМИТ, 2020 — с. 19-26. — 0,5 ҷ.ч.
- Таъсири коронавирус ба иқтисодиёт ва сиёсати иқтисодӣ // Маҷаллаи «Молия ва ҳисобдорӣ». № 11 (170) — Душанбе, Нашриёти муосир, 2020. — 0,71 ҷ.ч.
- Экономическая оценка воздействия пандемии на экономику Таджикистана и пути её восстановления // Журнал «Экономика Таджикистана», № 3, 2020 — Душанбе: «Истиклол 2019», 2020 — с. 11-18. — 0,85 п.л.
- Механизми дастгирии қарздиҳии занони соҳибкор дар соҳаи кишоварзӣ // бо ҳаммуаллиф. Маҷаллаи илмӣ-амалии «Паёми молия ва иқтисод» № 4 (24), 2020 — Душанбе: ДДМИТ, 2020 — с. 18-25. — 0,5 ҷ.ч.
- Самтҳои таъмини рушди иқтисоди миллӣ дар шароити ҷаҳонишавӣ — Маводи Форуми ҷумҳуриявии иқтисодӣ «Таъмини рушди устувор ва рақобатпазирии иқтисодиёти миллӣ дар шароити ҷаҳонишавӣ». — Хуҷанд: «Дабир», 2020 — с. 8 — 18. — 0,7 ҷ.ч.

Всего: более 70.